# Vision (Album)
Vision ist das vierte Album des deutsch-irakischen Rappers Kurdo. Es erschien am 31. März 2017 über das Label Almaz Musiq.

## Titelliste
1. Mission – 2:05
2. Hände weg – 2:24
3. Traum – 2:24
4. Schatten des Ruhms – 2:47
5. Ausweg – 2:34
6. Mag sein – 3:12
7. Letzter seiner Art – 2:56
8. Stalin (feat. Kollegah und Farid Bang) – 3:47
9. Mister Orient – 2:42
10. Made in Germany (feat. Genetikk) – 3:34
11. Vision – 3:40
12. Rendezvous – 3:45
13. Ist schon ok – 2:02
14. Ya Salam – 3:39
15. Best of – 3:42

## Rezeption
Die E-Zine Laut.de bewertete Vision mit zwei von möglichen fünf Punkten. Laut Redakteur Dominik Lippe ziehe sich die „Reduktion politischer Persönlichkeiten auf reines Namedropping […] kurioserweise durch das ganze Album.“ So bekomme der Zuhörer etwa auf Stalin den Namen des sowjetischen Diktators Josef Stalin „gnaden- wie zusammenhanglos um die Ohren gebrüllt.“ Der Song Traum sei eine „wirkliche Dreistigkeit.“ Kurdo phantasiere „darauf mal wieder vom Maybach und ‚500ern in Geldsäcken‘“ und ergänze dies durch Samples aus Martin Luther Kings Rede I Have a Dream. Das „einfache Weltbild“ des Rappers schütze ihn „nicht davor, sich immer wieder in Widersprüchen zu verstricken.“ Seiner „wiederkehrenden humorlosen Betonung der eigenen Härte geh[e] jede zweite Ebene im Stile eines Bass Sultan Hengzts völlig ab.“ Zudem relativiere er dieses Bild auf Rendezvouz „durch kitschige Lines über Panflöten-Sound.“ Mit Kollegah, Farid Bang und Genetikk seien die Gastrapper „prominent ausgewählt.“ Allerdings trübe sich „der Eindruck ein wenig, wenn [Kollegah und Bang] Schenkelklopfer über den Anschlag am Berliner Breitscheidplatz oder Anders Beivik platzieren.“ Trotz aller Kritik gebe es auch „Lichtblicke“. Ist schon OK sei eine „dynamische Funk-Nummer“, dessen treibender Beat Kurdo zwinge, „sich aus seiner Komfortzone zu bewegen.“ An Ya Salam habe Kurdo „merklich Spaß und [lasse] sogar ein wenig Selbstironie durchscheinen.“
Alexander Barbian rezensierte Vision für die Internetseite Rap.de. Seit Verbrecher aus der Wüste scheinen „nicht allzu schwerwiegende Veränderungen oder Stilbrüche hinsichtlich des Sounds oder der inhaltlichen Ausrichtungen stattgefunden zu haben.“ Die Produktionen des Albums „bieten ein sehr solides Fundament und variieren gelungen zwischen Melodramatik und Mühelosigkeit, zwischen Gänsehaut-Feeling und protziger Epik.“ Nach „Raptechnik-Kriterien“ handele es sich bei Kurdo um keinen „Ausnahme-Künstler“. Viel mehr lasse „sein Flow an einigen Stellen zu wünschen übrig und hink[e] mitunter etwas, selbst auf langsameren Beats.“ Dies trete vor allem auf Letzter seiner Art und Stalin zu Tage. Kurdos Stärke liege „eher darin, sehr konkrete Bilder mit wenigen Worten zu zeichnen und das mit seiner verrauchten Stimme glaubwürdig rüberzubringen.“ Im Vergleich zu den vorherigen Alben haben sich die inhaltlichen Schwerpunkte nicht verschoben. Diese „drehen sich nach wie vor fast ausschließlich um die Themenkomplexe ‚trotz Ruhm der Alte geblieben‘, ‚früher ein freches Kind, heute reich‘, ‚einst Verbrecher, jetzt Legende‘ und natürlich ‚Scheine zählen, Scheine zählen, Scheine zählen‘.“ So bleibe viel zu selten „irgendeine Art Interpretationsspielraum.“ Positiv seien dagegen das „schlüssig und stellenweise wirklich tiefgründig kritisches Storytelling“ auf Schatten des Ruhms sowie das Stück Traum, auf dem sich Kurdo als „Freiheitskämpfer“ beschreibe.
Sven Aumiller von MZEE beschreibt das Album in seiner Rezension als „eine "Vision" voller Widersprüche“, weit weg von der Realität. Er kritisiert, dass hier einerseits willentlich Trends boykottiert würden, nur um sie an anderer Stelle selbst aufzugreifen und auch noch darüber zu rappen. Zudem wolle der Rapper der „bescheidene Mann aus dem Ghetto“ sein, „der später plötzlich im "Ferrari durch Little Italy" cruist“. Insgesamt, so Aumiller, schaffe kurdo es nicht, sich positiv „aus der Masse an Straßenrappern hervorzuheben“.